# Појана Урсулуј (Алба)
Појана Урсулуј (рум. Poiana Ursului) насеље је у Румунији у округу Алба у општини Метеш. Oпштина се налази на надморској висини од 671 m.

## Становништво
Према подацима из 2002. године у насељу је живело 16 становника, од којих су сви румунске националности.